# Jean-Charles Gaudin
 (septembre 2018).
Pour les articles homonymes, voir Gaudin.
Jean-Charles Gaudin est un scénariste de bande dessinée français né en 1963.

## Biographie
Après une formation d’écriture de scénarios, il écrit, co-produit et réalise plusieurs courts métrages, moyen métrage et films institutionnels et se lance en parallèle dans l’écriture de scénarios pour la bande dessinée. Il a à ce jour vendu plus d’un million d’albums toutes éditions confondues et la plupart de ses ouvrages ont été traduits en une dizaine de langues.

## Œuvres

### Bande dessinée
Sauf précision, Gaudin est le scénariste de ces albums, et les collaborateurs indiqués sont les dessinateurs.
- Marlysa, avec Jean-Pierre Danard, Soleil, 20 tomes, 1998-2023.
- Galfalek, avec Franck Biancarelli, Soleil, 4 tomes, 1999-2005.
- Garous, avec D'Fali (t. 1-4), Nino (t. 5) et Andrea Mutti (t. 6), Soleil, 6 tomes, 1999-2011.
- Les Arcanes du Midi-Minuit, avec Cyril Trichet, Soleil, 15 tomes, 2002-2020.
- L'Ombre du cinéphage, avec Laurent Gnoni, Soleil, 3 tomes, 2004-2007.
- Les Princes d'Arclan, avec Laurent Sieurac, Soleil, 4 tomes, 2004-2007.
- Kookaburra Universe t. 4 : Skullface, avec Philippe Briones, Soleil, 2004.
- Le Feul, avec Frédéric Peynet, Soleil, 3 tomes, 2005-2009.
- « La Fontaine de Baranton », dans Contes de Brocéliande t. 3 : Les Dames de Brocéliande, avec Dim. D,  Soleil, coll. « Soleil Celtic », 2005  (ISBN 2849462713).
- Lans Sirling, avec Christophe Picaud, Soleil, 3 tomes, 2007-2009[1].
- Angor, avec Dimitri Armand, Soleil, 5 tomes, 2008-2013[2].
- L'Assassin royal (d'après Robin Hobb, avec Laurent Sieurac (t. 1-2) puis Christophe Picaud (t. 3-6), Soleil, 6 tomes, 2008-2012.
- Les Mc Fox t. 1 : Praxis et compagnie, avec Cyril Trichet, Soleil, 2010  (ISBN 9782302003330).
- Phœnix, avec Frédéric Peynet, Soleil, 3 tomes, 2010-2013[3].
- Dead Life, avec Joan Urgell, Soleil, 3 tomes, 2011-2017[4].
- Vigilantes, avec Riccardo Crosa, Soleil, 4 tomes, 2011-2015[5].
- Les Démons d'Armoise, avec Stéphane Collignon, Soleil, 3 tomes, 2012-2016[6].
- Les Enquêtes du Misterium, avec Brice Cossu, Soleil, 2 tomes, 2014-2015[7].
- Trains de légende t. 2 : Le Transcontinental, avec Francesco Mucciacito, Soleil, 2014  (ISBN 9782302042650).
- Un village français, avec Vladimir Aleksić, Soleil, 3 tomes, 2015-2016.
- Il était une fois... l'Homme, avec Jean Barbaud et Minte, Soleil, coll. « Soleil Jeunesse », 6 tomes, 2016-2019.
- Il était une fois... la Vie, avec Minte, Soleil, coll. « Soleil Jeunesse », 4 tomes, 2017-2019.
- Les Maîtres inquisiteurs t. 10 : Habner, avec Lucio Leoni (it) et Emanuela Negrin, Soleil, 2018  (ISBN 9782302071353).
- Une aventure de Rouletabille (d'après Gaston Leroux), avec Sibin Slavković (en) (t. 1) puis Christophe Picaud (t. 2-3), Soleil, 3 tomes, 2018-2019.
- Les Aventures de Vick et Vicky t. 23 : Cap sur Saint-Malo : le pirate, avec Bruno Bertin, Éditions P'tit Louis, 2018[8].
- Léna, rêve d'étoile (d'après la série télévisée de Jill Girling et Lori Mather-Welch), avec Michela Cacciatore, Soleil, coll. « Soleil Jeunesse », 3 tomes, 2019-2020.
- Au nom du pain, avec Steven Lejeune, Glénat, 2 tomes, 2022-2023[9].
- Les Filles du dessous, avec Siteb, Kennes Éditions, 2022  (ISBN 9782380756623).
- Milenia, avec Dascal, ArtScylla, 2022  (ISBN 9782958419806).

### Filmographie

#### Court-métrage (Scénario- Réalisation- Co-production)
- 1992 : Casse-bonbon
- 1995 : xXy
- 1997 : Olivia
- 2002 : Sens uniques (Moyen métrage)
- 2011 : Scylla (avec Aurélien Poitrimoult)
- 2024 : Silhouette (Moyen métrage et série web)

### Documentation
- Crisse, « L'Invité de Crisse : Jean-Charles Gaudin », DBD, no 9 (cahier n°2),‎ décembre 2000, p. 41.
- Jean-Charles Gaudin (interviewé par Pascal Roman), « L'Invité de Crisse : Jean-Charles Gaudin », DBD, no 9 (cahier n°2),‎ décembre 2000, p. 42-44.
- Jean-Charles Gaudin (interviewé) et Jean-Pierre Fuéri, « D'un miroir l'autre », Casemate, no 82,‎ juin 2015, p. 76-77.